# Safioddín Ardabilí
Safioddín Ardabilí (ca. 1252-1334) fue un sheij sufí del noroeste de Irán, epónimo fundador de la tariqa (Safaviyya) y posterior dinastía Safaví. 

## Biografía
La mayor parte de lo que se sabe acerca del sheij Safioddín proviene del Safât as-Safa, hagiografía escrita por uno de sus seguidores antes del establecimiento del imperio Safávida. 
Safioddín Eshaq Ardabilí fue descendiente del notable Firuz Shah Zarrinkolah, establecido en la región de Mugán. Según el iranólogo ruso Vladimir Minorsky, el antepasado de Safioddín Firuz Shah Zarrinkolah era un hombre adinerado residente en Guilán a quien reyes kurdos concedieron el gobierno de Ardabil y sus zonas aledañas. Minorsky refiere también la pretensión del sheij de descender de Ali ibn Abi Talib, pero expresa dudas al respecto. La lengua materna de Safioddín, reflejada por poemas recogidos en el Safât as-Safá, era una lengua irania occidental identificada, según los autores, como tatí antiguo o azerí antiguo, próxima a las lenguas kurdas y a las talyshíes.
La familia de Safioddín practicaba la agricultura en la localidad de Kaljorán (actual provincia iraní de Ardabil). Su padre Aminoddín Yebraíl, que había logrado reunir cierto capital, tenía querencia por el retiro espiritual y rehuía la convivencia con la gente. Nacido en este ambiente, Safioddín dio muestras al recibir su educación primaria, de inclinación a las prácticas ascéticas: ayunos, vigilias y retiros en las tumbas de los santos que le inducían sueños y visiones místicos. En ocasiones se dirigía al monte Sabalán para lo que llamaba «encuentros con los hombres de Dios». Se desconoce en qué medida conocía las ciencias de la época, aunque su familiaridad con el derecho islámico se infiere de los dichos y hechos suyos registrados. El autor de la crónica cortesana safaví Crónica del ornato abbasí del mundo le atribuye la categoría de hafiz o «custodio» del Corán por haberlo memorizado, así como el conocimiento de las lenguas árabe, persa, turca y mongol.
A la edad de veinte años viajó a Shiraz en busca del sheij Nayiboddín Alí ibn Bozgosh, aprovechando la presencia en la capital de Fars de su hermano mayor Salahoddín Rashid, mercader. Sin embargo el fallecimiento del sheij Nayiboddín a finales de 1279 (shaabán de 678 H.) se produjo antes de llegar Safioddín, quien se instaló en la janqah del sheij Ibn Jafif, donde entró en contacto con el medio sufí shirazí. El historiador Abdolhoséin Zarrinkub considera probable que conociera allí al gran poeta Saadí, aunque los hagiógrafos del epónimo safaví apuntan al gusto del ya anciano poeta por los efebos como causa de la desafección sentida entre él y el joven Safioddín, de carácter adusto y ascético, que prefería al lirismo báquico y erótico la meditación en las mezquitas y cementerios, la escucha de sermones edificantes y el estudio en los círculos de recitación y exégesis coránicas.
Safioddín regresó a Ardabil habiendo oído ya en Shiraz hablar del sheij Tayoddín Ebrahim, conocido como Zahed Guilaní («el asceta de Guilán»), y fue al parecer el apego a su madre lo que lo retuvo en la región antes de emprender un nuevo viaje, esta vez hacia la costa meridional del mar Caspio, donde encontró a su maestro en la aldea de Hilya Kirán entre 1276 y 1277. Safioddín se entregó de nuevo al ascetismo, esta vez instalado en la janqah del sheij Zahed. Durante su larga estancia en Guilán, hacía frecuentes visitas a Kaljorán para ver a su madre, alentado a ello por su sheij, quien le confirmó su propio nombre de Safioddín («amigo puro de la religión») como título honorífico tras distinguirlo gradualmente como su discípulo predilecto. Con el tiempo, el sheij Zahed le concedió incluso la mano de su hija Bibi Fátima y lo designó como su lugarteniente (jalifa o califa), mientras el hijo de Zahed, Shamsoddín Mohámmad, se casaba con la hija de Safioddín.
Safioddín permaneció durante 35 años como discípulo del sheij Zahed, y por indicación de este procedió a construir una janqah en Ardebil, además de viajar a Maraghé y Tabriz para difundir sus enseñanzas, reuniendo numerosos discípulos y extendiéndose la fama de su austeridad y sus carismas, de modo que cuando antes de fallecer el sheij de Guilán hacia 1301 d. C., lo designó como sucesor suyo a la cabeza de la tariqa Zahediya en perjuicio de Shamsoddín Mohammad, Safioddín retuvo el favor de los discípulos y su renombre llegó a alcanzar a los emires y sultanes mongoles. El visir de Hamadán Rashidoddín Fazlolá se contaba entre sus adeptos, y el jan Mohámmad Jodabandé Olyaitu le profesaba gran devoción. Se cuenta que Olyaitu lo invitó a las ceremonias de inauguración de su capital Soltaniye y lo sentó a su lado, estando al otro el sheij Alaoddowle de Semnán. Mientras el sheij Alaoddowle comía copiosamente, Safioddín no tocó la comida, y al preguntarles el sultán la razón, el de Ardebil respondió «el sheij Alaoddowle es un mar que nada contamina», y el de Semnán, que «el sheij Safioddín es un halcón al que no se antoja cualquier bocado»; anécdota cuya transmisión casi ininterrumpida entre los sufíes muestra el respeto de que fue objeto ya desde su propia época. Esta extensión del prestigio de Safioddín hizo que la Zahediya se transformara en un movimiento religioso con base en Ardebil, llamado ahora Safaviya, cuya prédica se extendía por Persia, Siria, Asia Menor e incluso Ceilán (actual Sri Lanka).

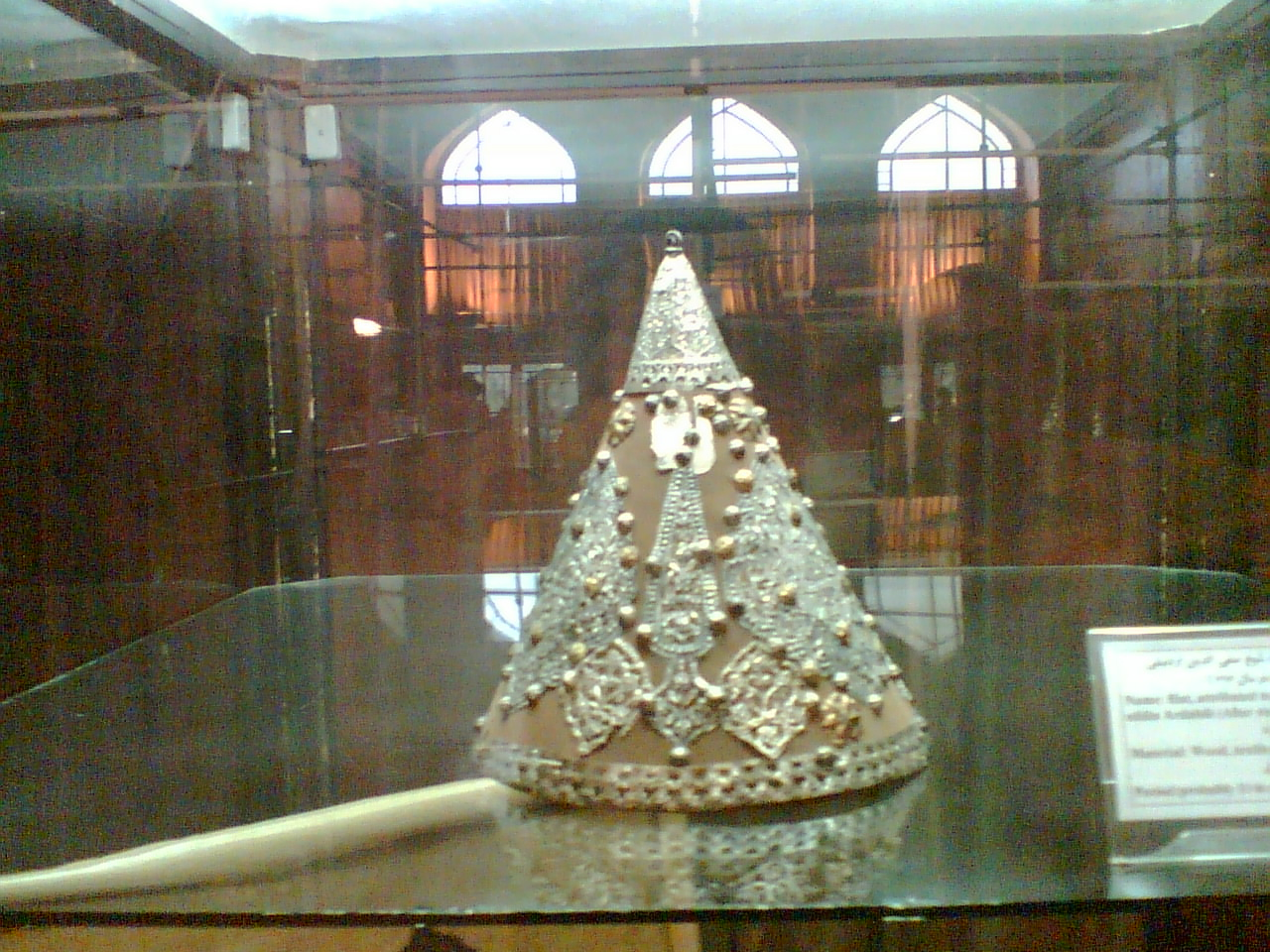
Gorro del sheij Safí, expuesto en el palacio de Chehel Sotún de Isfahán

En sus últimos días, Safioddín solía estar ensimismado y era su hijo Sadroddín Musá quien se ocupaba de los asuntos de la janqah y de quienes acudían en peregrinaje a ver al sheij, cuyo número era tan elevado que uno de los discípulos afirmaba (exagerando, aventura Zarrinkub) que en tres meses habían llegado de Maraghe y Tabriz 13 000 personas, y "otros tantos de los demás caminos". En este último periodo, el sheij siguió cumpliendo las obligaciones religiosas. Este escrúpulo suyo, que lo distinguía de otros sufíes tendentes a ir más allá de lo visible y pronunciar palabras provocadoras en estado de éxtasis, como Bayazid de Bastam o Mansur Halach, en opinión de Zarrinkub un rápido crecimiento de la orden de los seguidores de Safioddín, la Safaviya, al no toparse con la oposición de los ulemas, alfaquíes y musulmanes centrados en la sharia.
Como otras, la tariqa sufí Safaviya reunía a gente de estratos sociales diversos, sin que esa diferencia de clase fuera —según el historiador George E. Lane—, el factor decisivo en la respetabilidad de los miembros dentro de la orden. De hecho, Zarrinkub escribe de Safioddín que «su humildad ante los pobres y los débiles lo hacía muy apreciado entre ellos».  Los devotos a los que se reconocía un mayor grado de elevación espiritual accedían a una mayor intimidad con el sheij, quien además de las ceremonias de dhikr o evocación de los nombres divinos, en los círculos más reducidos dirigía también ceremonias de samá‘, danza extática acompañada de música y recitación de poemas místicos, en particular del diván de Attar de Neishabur. El ingreso en la Safaviya implicaba entrar en una red de relaciones de todo tipo, incluidas las de cooperación económica, con los demás acólitos —entre los que se encontraban artesanos, agricultores y mercaderes—. Los safavíes hacían donaciones en régimen de bienes habices a cambio de las bendiciones o la protección material del sheij. Los propietarios de tierras que ponían así sus posesiones bajo la protección sacralizada de la baraca y prestigio espiritual de Safioddín obtenían cierta seguridad ante las vicisitudes de una época tumultuosa en que las conquistas regionales ocasionaban con frecuencia confiscaciones e impuestos arbitrarios. Esta dinámica, que prosiguió y se consolidó tras el fallecimiento del sheij, registrado el lunes 12 de muharram del año 735 H., favoreció el crecimiento económico y político de la tariqa hasta transformarse en dinastía monárquica con la toma de Tabriz por Shah Ismaíl en 1501.

## Confesión
Pese a que la dinastía Safaví instauró en Persia el chiismo duodecimano como religión oficial, la mayoría de los historiadores acuerdan en atribuir a Safioddín Ardabilí la confesión suní de rito jurídico shafií, si bien Babinger aclara que «dado el clima religioso sincrético del periodo de dominio mongol sobre Persia, no se debería acordar demasiada importancia a esto». Zarrinkub señala que las alusiones afectivas a Ali ibn Abi Talib no se contradicen con el sunismo de Safioddín, patente en sus escritos y dichos, y recalcado por la presencia de los nombres de Abu Bakr y de Umar ibn al-Jattab en sus referencias genealógicas.
De la obra poética del sheij Safioddín, tan solo han subsistido algunos dobeitíes escritos en persa y en antiguo tatí o antiguo azerí (lo que les confiere en la actualidad importancia para los estudios lingüísticos).[cita requerida]